# Günther Kleiber
Günther Kleiber, né le 16 septembre 1931 à Eula et mort le 29 mars 2013 à Berlin, est un homme politique et dirigeant est-allemand.

## Dirigeant est-allemand
Il est membre du bureau politique du Parti socialiste unifié d'Allemagne (SED) de 1984 à 1989, et membre du gouvernement de la RDA, ministre des machines, des machines agricoles et de la construction automobile de 1973 à 1986. Il est également membre du comité central du SED et député de la Chambre du peuple à partir de 1967. Il est vice-président du Conseil des ministres de 1971 à 1989. De 1986 à 1989, il est le représentant de la RDA auprès du Comecon.

## Après la chute du Mur
Kleiber démissionne de toutes ses fonctions le 8 novembre 1989, la veille de la chute du mur de Berlin. Il est exclu du parti le 3 décembre. Une enquête pour abus de pouvoir et corruption est suspendue en mai 1990. Après sa libération, il est sans emploi.
En 1997, Kleiber est reconnu coupable d'avoir ordonné aux gardes-frontières de tirer sur des Allemands de l'Est qui tentaient de fuir vers l'Ouest, et condamné à trois ans de prison,. Le verdict est confirmé par la Cour suprême fédérale en novembre 1999 et Kleiber commence à purger sa peine le 18 janvier 2000 dans une prison de Berlin. Après une demande de grâce, où il exprime ses regrets pour ses actions en tant que membre du régime communiste et condamne la RDA, il est, avec Günter Schabowski, gracié par le maire Eberhard Diepgen (CDU) et libéré de prison le 6 septembre de la même année.

## Distinctions
- 1969 : Bannière du Travail
- 1981 : Ordre de Karl-Marx